# 船村徹
船村 徹（ふなむら とおる、1932年〈昭和7年〉6月12日 - 2017年〈平成29年〉2月16日）は、日本の作曲家、歌手。日本音楽著作権協会（JASRAC）名誉会長、日本作曲家協会最高顧問。横綱審議委員会委員。本名は福田 博郎（ふくだ ひろお）。戦後歌謡界を代表する作曲家の一人であり、手掛けた曲は5000曲以上にのぼる。歌謡曲の作曲家として初めて文化勲章を受章した。位階は従三位。

## 経歴
栃木県塩谷郡船生村（現、塩谷町）出身。栃木県立今市中学校（旧制中学校）、東洋音楽学校ピアノ科卒業。
獣医だった父親がクラシックレコードの収集家であったことや、小学校時代にブラスバンド部でトランペットを吹いていたことなどもあり音楽の道を志す。
東洋音楽学校在学時はまだ駐留米軍が数多くいた時代であり、船村は米軍キャンプ専門のバンドでそのリーダーを務めたこともあったという。音楽学校在学時に、作詞家の高野公男と組み作曲活動を開始した。ただ、高野とともに、生活は困窮を極め、バンド・リーダーのほか、流しの歌手なども経験する。
1953年、雑誌「平凡」コンクール曲第一席「たそがれとあの人」がレコード化され、作曲家としてデビュー。
作曲家としての本格的な作品は1955年の「別れの一本杉」。その後も、「ご機嫌さんよ達者かね」、「あの娘が泣いている波止場」などが連続ヒットした。
1956年、キングレコードからコロムビアレコードに移り、「柿の木坂の家」、「早く帰ってコ」（歌・青木光一）が大ヒット。「王将」は戦後初のミリオンセラーを記録した。
1993年、日本作曲家協会理事長に就任し、1997年に吉田正の後を受けて第4代会長に就任、2005年に遠藤実へバトンタッチするまで務めた。
1995年、紫綬褒章受章、2002年、栃木県県民栄誉賞受賞、2003年、旭日中綬章受章、2008年、文化功労者、2014年、栃木県名誉県民、2016年、歌謡曲作曲家として初めて文化勲章受章（作曲家としては山田耕筰に次ぎ2人目）。
妻は元歌手の能沢佳子、長男は作曲家・編曲家の蔦将包（つた まさかね）、長女は作詞家の真名杏樹、次女は元女優の福田渚子。
愛弟子には、北島三郎・鳥羽一郎・島津伸男・三木たかし・大下八郎・ムーディー松島・香田晋・静太郎・天草二郎・走裕介・村木弾・森サカエ・森若里子がいる（松島・鳥羽・香田・静・天草・走・村木は、船村宅に住み込み、師匠と寝食を共にした内弟子である）。
作曲家として知られているが、「演歌巡礼」の活動の際、自ら歌唱することもあった。船村が自ら歌った作品を収めた「愛惜の譜」と言う通信販売限定のボックスCDも出ている。過去に数枚シングルも出している。船村徹とおるけすた・てぃぴか・日本のようにバンドリーダーとしての側面も持っていた。
2017年2月16日の午前11時頃に神奈川県藤沢市の自邸の寝室で倒れているところを長男の蔦将包の夫人が発見し、藤沢市内の病院へ救急搬送されたが午後0時35分に心不全のため死去。84歳没。
同年3月17日、日本国政府は2月16日付で従三位に叙することを閣議で決定した。
同年10月1日、藤沢市名誉市民顕彰式が行われた。

## エピソード
船村は故郷栃木・塩谷町への思いが終生強く、故郷に指定廃棄物最終処分場の建設話が持ち上がった際には「故郷の山や川を汚してはいかん」として住民等による産廃施設反対運動を支持した。
船村は日本山岳会会員であったほど山を愛し、「国民の祝日『山の日』を作ろう」と呼びかけた人物でもある。
船村の12歳年長で大日本帝国陸軍士官だった兄がよくハーモニカで『ドリゴのセレナーデ』を船村の前で演奏して聴かせてくれた。その兄からは「お前は軍人になってはいかん」と諭されたことを語っていた。そのこともあり、兄や多くの英霊が眠る靖国神社で奉納チャリティ公演を幾度となく開催した。奇しくも船村が死去した2月16日は第二次世界大戦で陸軍士官として戦地へ赴こうとしたその兄がミンダナオ島沖で戦死した日でもあった。
東洋音楽学校に在学していた当時、一級上に黒柳徹子がいた。黒柳は声楽科でだったが、上級生の伴奏を務めさせられることがあり、そのことを「指導」と呼び、船村も黒柳から、たびたびそのような「指導」を受けたことがあるという。
親友の高野公男からは「俺は茨城弁で歌詞を書くから、お前は栃木弁で作曲しろ」とよく言われた。高野が早逝した後、船村は「あいつの分まで生きる」と親友・高野に対する感謝を終生にわたり忘れなかったという。
大瀧詠一との対談の中で、次のようなエピソードを話している。1959年の東映アニメ映画『少年猿飛佐助』の音楽を担当し、グランプリを受賞した際に招待されヨーロッパ滞在中ロンドンで、あるオーディションに立ち会う。その中にデビュー前のビートルズがおり、オーディションに参加した面々の中で唯一のバンドだった。「どの組がよいか?」と尋ねられた船村は「あの汚い4人組が一番面白いのでは」と答えたという。それを聞いた大瀧は驚愕し、周りのスタッフに「凄いでしょう!船村先生は、ビートルズが誕生したオーディションに立ち合っているんですよ」と述べた。
船村の代表曲のひとつ『矢切の渡し』は元々ちあきなおみに提供した楽曲だったが、細川たかしが歌唱したものがヒットし、第25回日本レコード大賞を受賞した。これについて船村は「美声ではあるが細川君の歌い方は一本調子な感じで、ちあき君は観賞用‥細部まできっちりと聴かせる歌だから。正直に言うと細川盤は、楽曲の難しい部分を省略しているので『何だ、これならオレにも歌える』と世間に思わせる歌い方でしたね。‥」と分析・評価している。
美空ひばりに関しては「高音（裏声）に良いものを持っている」と評価しており、実際に船村がひばりに提供した作品には、高音部分が多い（母の喜美枝には「苦手だからやめて」と拒否されていた）。また、ひばりとちあきを対比して「美空ひばりとちあきなおみの決定的な違いは、裏声の出るか出ないか」とも講評している。

## 記念施設

### 船村徹記念館

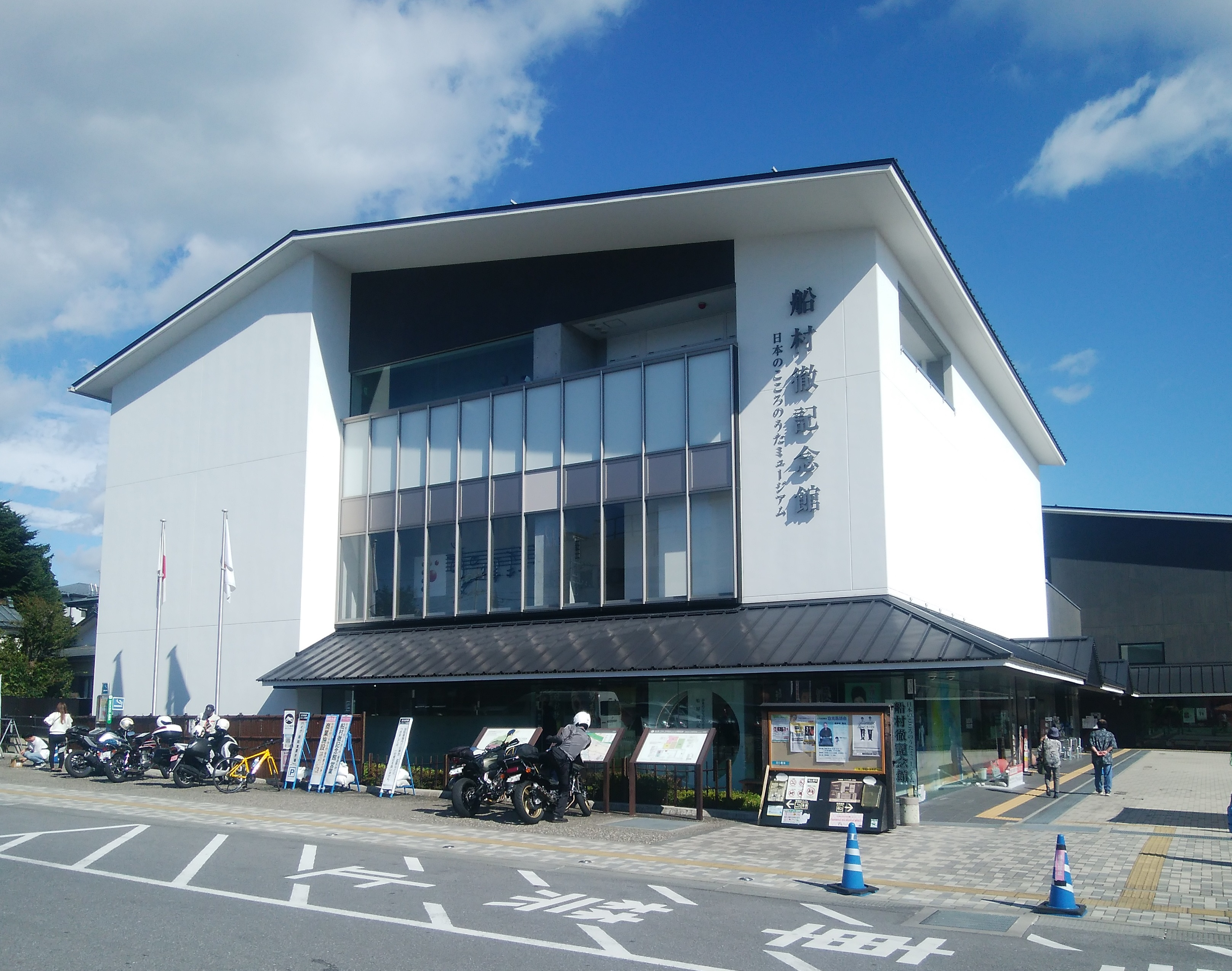
船村徹記念館

2015年4月27日に栃木県日光市今市にある「道の駅日光 日光街道 ニコニコ本陣」に併設して、「日本こころのうたミュージアム・船村徹記念館」がオープンした。同館は、鉄筋コンクリート3階建て、延べ約2800平方メートル。1階の「夢劇場」では、船村の生い立ちや活躍を、最新の映像技術で紹介する。2階には「王将」「みだれ髪」「兄弟船」など船村の代表作が聴けるメロディーボックスや、歌手らと船村とのエピソードを映像化したシアターを設置。3階は、レコードジャケットや交流のあった著名人らの手形などを展示するスペース、入場者が自分の歌う姿をDVDに収録できる「歌道場」と名付けたカラオケルームなどが設けられている。
また、同館のオープニングセレモニーには親交の深かった北島三郎や鳥羽一郎、舟木一夫、由紀さおり、大月みやこ、瀬川瑛子など多くの著名人が参加した。
記念館は道の駅の中核施設となっていたが、来館者の減少などから、2026年度以降での閉館に向けて日光市などが検討を行っている。

### 記念碑等
- 「孤松巌上」碑 - 岩手県陸前高田市の高田松原津波復興祈念公園内にあり船村が揮毫[24]。「いっぽんの松」歌碑（船村が揮毫）と沿革碑を併設している[24]。
- 「星野哲郎」歌碑（なみだ船歌碑） - 山口県周防大島町にあり、星野哲郎とともに碑文を書いている[25]。

## 作曲作品
歌謡曲
| 発売年月   | 曲名                                        | 作詞            | 歌手                                                             | 備考 |
| ---------- | ------------------------------------------- | --------------- | ---------------------------------------------------------------- | --- |
| 1953年2月  | たそがれとあの人                            | サトウハチロー  | 山路えり子                                                       | 雑誌「平凡」コンクール曲。船村の作曲家デビュー曲 |
| 1954年7月  | 航海日記                                    | 松村又一        | 若原一郎                                                         | |
| 1955年8月  | 泣き虫人生                                  | 高野公男        | 春日八郎                                                         | |
| 1955年9月  | ご機嫌さんよ達者かね                        | 高野公男        | 三橋美智也                                                       | |
| 1955年10月 | ハンドル人生                                | 高野公男        | 若原一郎                                                         | |
| 1955年11月 | 別れの一本杉                                | 高野公男        | 春日八郎                                                         | 売上50万枚。翌年に松竹から映画化。NHK『昭和の歌・心に残るベスト200曲』第29位                                                                          |
| 1955年12月 | あの娘が泣いてる波止場                      | 高野公男        | 三橋美智也                                                       | 売上180万枚。翌年に東宝から映画化 |
| 1956年6月  | ブルースを唄う女                            | 高野公男        | 吉岡妙子                                                         | |
| 1956年8月  | 早く帰ってコ                                | 高野公男        | 青木光一                                                         | 日本コロムビア専属契約後の第1作目 |
| 1956年9月  | 波止場だよ､お父つぁん                       | 西沢爽          | 美空ひばり                                                       | 売上110万枚 |
| 1956年9月  | 港は別れてゆくところ                        | 西沢爽          | 美空ひばり                                                       | 「波止場だよ、お父つぁん」のB面 |
| 1956年10月 | どうせ拾った恋だもの                        | 野村俊夫        | 初代コロムビア・ローズ                                           | |
| 1956年12月 | 男の友情                                    | 高野公男        | 青木光一                                                         | 高野が遺した詩に曲がつけられた。1963年に北島三郎のシングルとして発売。船村自身も歌っている                                                            |
| 1957年3月  | 東京だョおっ母さん                          | 野村俊夫        | 島倉千代子                                                       | 売上150万枚。発売当初セリフは無かったが、後に島倉自身が付け加えた。NHK『昭和の歌・心に残るベスト200曲』第66位                                         |
| 1957年4月  | 僕は流しの運転手                            | 石本美由起      | 青木光一                                                         | |
| 1957年5月  | 浜っ子マドロス                              | 星野哲郎        | 美空ひばり                                                       | 石本美由起補作詞。横浜市･産経時事選定「横浜の歌」公募1等賞                                                                                            |
| 1957年5月  | みなと踊り                                  | 星野哲郎        | 美空ひばり                                                       | 石本美由起補作詞。横浜市･産経時事選定「横浜の歌」公募2等賞。「浜っ子マドロス」のB面                                                                   |
| 1957年6月  | 波止場小僧                                  | 野村俊夫        | 美空ひばり                                                       | 「夕やけ峠」のB面 |
| 1957年6月  | どんつくさん                                | 丘灯至夫        | 浜口庫之助                                                       | 浜口の他、伊丹章子など複数の歌手による競作。船村が"思いを込めた割に埋もれてしまった作品"と著書に綴っている                                            |
| 1957年7月  | 東京無情                                    | 野村俊夫        | 織井茂子                                                         | |
| 1957年7月  | 祇園まつり音頭                              | 西沢爽          | 島倉千代子 山形英夫                                              | 京都の祇園祭で今も流れる |
| 1957年9月  | 柿の木坂の家                                | 石本美由起      | 青木光一                                                         | |
| 1958年2月  | 逢いに来ましたお父さん                      | 野村俊夫        | 三宅広一                                                         | |
| 1958年3月  | 三味線マドロス                              | 高野公男        | 美空ひばり                                                       | |
| 1958年6月  | 夜がわらっている                            | 星野哲郎        | 織井茂子                                                         | |
| 1958年10月 | 女を忘れろ                                  | 野村俊夫        | 小林旭                                                           | 小林のデビュー曲とされているが、小林は本当のデビュー曲は古賀政男作曲の｢男の舟唄｣だったと語っている                                                    |
| 1958年11月 | ダイナマイトが百五十屯                      | 関沢新一        | 小林旭                                                           | 船村にしては珍しいロック調の作品。小林のニックネーム"マイトガイ"はこの曲からとられている                                                              |
| 1958年12月 | 真夜中の街角                                | 西沢爽          | 小林旭                                                           | |
| 1958年     | 白壁の町                                    | 星野哲郎        | 鳴海日出夫                                                       | 未発売曲。1963年に北島三郎のシングルとして発売。初のタンゴ調の作品で、船村が"思いを込めた割に埋もれてしまった作品"と著書に綴っている                  |
| 1959年3月  | 東京タワー                                  | 野村俊夫        | 美空ひばり                                                       | |
| 1959年9月  | モヨロ哀歌                                  | 中山正男        | 織井茂子                                                         | この年の紅白歌合戦出場曲。船村が"思いを込めた割に埋もれてしまった作品"と著書に綴っている                                                              |
| 1959年10月 | 街路樹                                      | 野村俊夫        | 北見沢惇                                                         | 北見沢のデビュー曲。北見沢は美空ひばりの歌唱で知られる「悲しい酒」を吹き込んだオリジナル歌手                                                          |
| 1959年11月 | 哀愁のからまつ林                            | 西沢爽          | 島倉千代子                                                       | 売上60万枚 |
| 1960年7月  | 哀愁波止場                                  | 石本美由起      | 美空ひばり                                                       | 第2回日本レコード大賞・歌唱賞。NHK『昭和の歌・心に残るベスト200曲』第197位。曲中に｢五木の子守唄｣の一節が使用されている                                |
| 1961年2月  | 瀬戸の恋唄                                  | 西沢爽          | 神戸一郎                                                         | B面は五月みどりの「おひまなら来てね」 |
| 1961年2月  | 恋のからかさ                                | 西沢爽          | 江河愛司                                                         | |
| 1961年2月  | お手をつないで                              | 西條八十        | 初代コロムビア･ローズ 神戸一郎 五月みどり 香川匂子 唐品由美      | 「日本晴れだよ」のB面（レコード番号：A3239 日本コロムビア） 日本で最終のSP盤新譜という説があるが、古賀政男作曲の｢日本一だよ｣（A3242）が確認されている |
| 1961年5月  | 鼻唄マドロス                                | 石本美由起      | 美空ひばり                                                       | |
| 1961年7月  | 姉妹酒場                                    | 石本美由起      | こまどり姉妹                                                     | この年の紅白歌合戦出場曲。曲中に｢黒田節｣の一節が使用されている                                                                                        |
| 1961年8月  | 札幌にリラは薫れど                          | 西沢爽          | 能沢佳子                                                         | 間奏の鐘の音はNHKのど自慢の不合格の鐘を意図して船村が入れたもの。「歌手を辞めて俺の所へ来い」という能沢に対するメッセージが込められている             |
| 1961年11月 | 王将                                        | 西條八十        | 村田英雄                                                         | 戦後初のミリオンセラーを記録。第4回日本レコード大賞･特別賞。NHK『昭和の歌・心に残るベスト200曲』第46位                                                |
| 1962年6月  | ブンガチャ節                                | 星野哲郎        | 北島三郎                                                         | 北島のデビュー曲。発売1週間で放送禁止となった。 |
| 1962年8月  | なみだ船                                    | 星野哲郎        | 北島三郎                                                         | ミリオンセラーを記録。第4回日本レコード大賞･新人賞 |
| 1962年10月 | ひばりの佐渡情話                            | 西沢爽          | 美空ひばり                                                       | |
| 1962年10月 | 東京は船着場                                | 星野哲郎        | 北島三郎                                                         | 北島の後輩で作曲家の弦哲也が最も好きな船村作品にこの曲をあげている                                                                                    |
| 1962年     | お星さまと紙芝居                            | 星野哲郎        | 島倉千代子                                                       | アルバム『千代ちゃんのうた』収録曲。船村が"思いを込めた割に埋もれてしまった作品"と著書に綴っている                                                    |
| 1963年8月  | 演歌師                                      | 星野哲郎        | 北島三郎                                                         | 映画『やくざの歌』主題歌 |
| 1963年8月  | あのころの歌                                | 星野哲郎        | 北島三郎                                                         | 「演歌師」のB面 |
| 1964年7月  | 夢のハワイで盆踊り                          | 関沢新一        | 舟木一夫 本間千代子 高橋元太郎 2代目コロムビア・ローズ           | 東映映画『夢のハワイで盆踊り』主題歌 |
| 1964年7月  | わかもの行進曲                              | 関沢新一        | 高橋元太郎 本間千代子                                            | 「夢のハワイで盆踊り」のB面 |
| 1964年9月  | おんなの宿                                  | 星野哲郎        | 大下八郎                                                         | |
| 1965年8月  | 悦楽のブルース                              | 吉岡治          | 島和彦                                                           | 松竹映画『悦楽』主題歌。吉岡の作詞家としての出世作 |
| 1966年4月  | ハイティーン･ゴーゴー                       | 吉岡治          | 森本和子                                                         | 船村にしては珍しいエレキ調の作品 |
| 1966年4月  | 雨の夜あなたは帰る                          | 吉岡治          | 島和彦                                                           | この年の紅白歌合戦出場曲。ギター奏者の木村好夫の出世作                                                                                                |
| 1966年7月  | 夢で泣け                                    | 三浦康照        | 北原謙二                                                         | |
| 1966年10月 | その人は昔                                  | 松山善三        | 舟木一夫                                                         | 船村自身も歌っている |
| 1967年5月  | 夏子の季節                                  | 丘灯至夫        | 舟木一夫                                                         | |
| 1967年7月  | 夕笛                                        | 西條八十        | 舟木一夫                                                         | |
| 1967年7月  | 白馬のルンナ                                | 松山善三        | 内藤洋子                                                         | 東京映画『その人は昔』挿入歌 |
| 1968年1月  | スナッキーで踊ろう                          | 三浦康照        | 海道はじめ スナッキーガールズ ＝羽太幸得子 ＝吉沢京子 ＝小山ルミ | 船村作品とは思えない奇抜なメロディーが印象的で、NHKではこの曲に関する番組が組まれた事もある                                                           |
| 1968年12月 | 新宿情話                                    | 猪又良          | ムーディー松島                                                   | 1984年に細川たかしのシングルとして発売 |
| 1971年10月 | 北国の子守唄                                | 吉岡治          | 美空ひばり                                                       | |
| 1972年7月  | 宗谷岬                                      | 吉田弘          | 黒木真理                                                         | ダ・カーポ、千葉紘子、芹洋子 他カバー |
| 1973年5月  | 遠い冬                                      | 西沢爽          | 美空ひばり                                                       | |
| 1973年9月  | サンチャゴの鐘                              | 横井弘          | 舟木一夫                                                         | 2012年に船村徹のシングルとして発売 |
| 1974年10月 | 郷愁                                        | 石本美由起      | 藤山一郎                                                         | 確認できる中では藤山に提供した唯一の作品 |
| 1975年2月  | こころの町                                  | 保富康平        | 美空ひばり                                                       | 石原慎太郎が好きな美空の歌にこの曲を上げている |
| 1975年7月  | さだめ川                                    | 石本美由起      | ちあきなおみ                                                     | この年の紅白歌合戦出場曲。1986年に細川たかしのシングルとして発売                                                                                      |
| 1976年3月  | ふるさと太鼓                                | 石本美由起      | 美空ひばり                                                       | |
| 1976年3月  | ひばりづくし                                | 藤浦洸          | 美空ひばり                                                       | |
| 1976年10月 | 酒場川/矢切の渡し                           | 石本美由起      | ちあきなおみ                                                     | B面の「矢切の渡し」は1982年にA面で再発売 |
| 1978年9月  | さすらい船                                  | 横井弘          | 三橋美智也                                                       | フリー宣言以降初となるキングレコード発売作品 |
| 1978年9月  | ど根性船唄                                  | 横井弘          | 三橋美智也                                                       | 「さすらい船」のB面 |
| 1979年1月  | 俺達の歌今どこに                            | 横井弘          | 美空ひばり                                                       | |
| 1979年7月  | おんなの出船                                | 山田孝雄        | 松原のぶえ                                                       | 松原のデビュー曲。第21回日本レコード大賞･新人賞 |
| 1979年9月  | 夜行列車/波止場ばなし                       | 中山大三郎      | 春日八郎                                                         | |
| 1980年9月  | 風雪ながれ旅                                | 星野哲郎        | 北島三郎                                                         | 第1回古賀政男記念音楽大賞･大賞。船村が病床の星野に高橋竹山の書籍を差し出した事がきっかけで本曲が制作された                                            |
| 1980年3月  | 寒椿                                        | 中山大三郎      | 森昌子                                                           | |
| 1980年9月  | 別れた故郷/港のみれん雨                     | 中山大三郎      | 春日八郎                                                         | |
| 1981年4月  | ひろしま、そして雨ン中                      | 三宅立美 船村徹 | 瀬川瑛子                                                         | |
| 1982年3月  | 津軽涙唄                                    | 矢野亮          | 三橋美智也                                                       | |
| 1982年3月  | 北の別れ唄                                  | 横井弘          | 三橋美智也                                                       | 「津軽涙唄」のB面 |
| 1982年8月  | 兄弟船                                      | 星野哲郎        | 鳥羽一郎                                                         | 鳥羽のデビュー曲。NHK『昭和の歌・心に残るベスト200曲』第127位                                                                                         |
| 1983年2月  | 矢切の渡し                                  | 石本美由起      | 細川たかし                                                       | 第25回日本レコード大賞･大賞。瀬川瑛子 他競作。NHK『昭和の歌・心に残るベスト200曲』第19位。オリジナルは1976年のちあきなおみ盤                          |
| 1983年3月  | 海の匂いのお母さん                          | 田村和男        | 鳥羽一郎                                                         | |
| 1983年8月  | 女の港                                      | 星野哲郎        | 大月みやこ                                                       | 大月はこの曲で1986年にデビュー22年目にして紅白初出場を果たした                                                                                        |
| 1983年11月 | 母のいない故郷                              | 新本創子        | 鳥羽一郎                                                         | 1982年には船村が吹き込んでいる |
| 1983年11月 | わすれ宿                                    | 中山大三郎      | 鳥羽一郎                                                         | 1984年に鳥羽一郎、2017年に五木ひろしがシングルとして発売                                                                                              |
| 1985年4月  | 俺はやる                                    | 荒川利夫 船村徹 | ムーディー松島 鳥羽一郎                                          | 栃木県警愛唱歌 |
| 1985年5月  | 海の祈り                                    | 星野哲郎        | 鳥羽一郎                                                         | |
| 1986年11月 | 豊予海峡                                    | 星野哲郎        | 大月みやこ                                                       | |
| 1987年2月  | 新宿挽歌                                    | なかにし礼      | 藤圭子                                                           | |
| 1987年5月  | おんなの生命                                | 池田充男        | 三条正人                                                         | |
| 1987年6月  | ふたり川/女の真実                           | 石本美由起      | 村勢真奈美                                                       | 村勢真奈美は藤あや子の旧芸名。村勢名義で発売された唯一のレコード                                                                                      |
| 1987年12月 | みだれ髪/塩屋崎                             | 星野哲郎        | 美空ひばり                                                       | |
| 1988年10月 | 紅とんぼ                                    | 吉田旺          | ちあきなおみ                                                     | |
| 1990年8月  | 旅人/新宿むかし通り                         | 星野哲郎        | 春日八郎                                                         | 春日の最後のシングルとなった |
| 1990年2月  | 心                                          | 星野哲郎        | 五木ひろし                                                       | |
| 1991年1月  | 北の大地                                    | 星野哲郎        | 北島三郎                                                         | 第33回日本レコード大賞（演歌･歌謡曲部門）･大賞 |
| 1991年     | 酒無情                                      | 石本美由起      | 森進一                                                           | 確認できる中では森に提供した唯一の作品 |
| 1994年3月  | 勝                                          | 星野哲郎        | 水前寺清子                                                       | 水前寺のデビュー30周年記念曲 |
| 1995年6月  | 海鳴りの詩                                  | 星野哲郎        | 島津亜矢                                                         | 島津のデビュー10周年記念曲 |
| 1995年7月  | 片瀬月                                      | 美空ひばり      | 島倉千代子                                                       | 星野哲郎補作詞。美空が遺した小唄をもとに作られた |
| 2000年3月  | 玄海男歌                                    | 星野哲郎        | 静太郎                                                           | 静のデビュー曲 |
| 2001年5月  | 遠野物語                                    | 木下龍太郎      | 長山洋子                                                         | 同郷の後輩でもある木下が、自身の作品で最も思い入れのある作品にこの曲をあげている                                                                      |
| 2001年6月  | 赤いエプロン                                | 星野哲郎        | 中村美律子                                                       | |
| 2001年10月 | 虹色の砂時計                                | 山川啓介        | 由紀さおり 安田祥子                                              | NHKアニメ『カスミン』オープニングテーマ |
| 2001年10月 | 星が歌った物語 〜ポロ兄ちゃんとタンちん君〜 | 山川啓介        | 由紀さおり 安田祥子                                              | NHKアニメ『カスミン』エンディングテーマ |
| 2002年6月  | 傘ん中                                      | 阿久悠          | 五木ひろし                                                       | 第35回日本作詩大賞･大賞 |
| 2005年5月  | 天草かたぎ                                  | 水木れいじ      | 天草二郎                                                         | 天草のデビュー曲 |
| 2006年9月  | オジロ鷲                                    | 木下龍太郎      | 細川たかし                                                       | 木下との最後の共作 |
| 2009年4月  | 流氷の駅                                    | 池田充男        | 走裕介                                                           | 走のデビュー曲 |
| 2016年2月  | ござる〜GOZARU〜                            | 舟木一夫        | 村木弾                                                           | 村木のデビュー曲。村木という名は船村徹の"村"と舟木一夫の"木"からとられている                                                                          |
| 2017年1月  | 肱川あらし                                  | 喜多條忠        | 伍代夏子                                                         | 第50回日本作詩大賞･大賞 |
| 2017年4月  | 都会のカラス                                | 舟木一夫        | 村木弾                                                           | |
| 2021年9月  | 新宿満月                                    | 阿久悠          | 五木ひろし                                                       | 阿久･船村両氏の没後に、遺族等から五木に歌唱を依頼された作品                                                                                           |

市町村歌
| 曲名                              | 作詞              | 歌手                  | 備考                                                                    |
| --------------------------------- | ----------------- | --------------------- | ----------------------------------------------------------------------- |
| 宇都宮音頭                        | 野村俊夫          | 島倉千代子 山中ひろし |                                                                         |
| せめて別れの想い出に （日光哀歌） | 野村俊夫          | 青木光一              |                                                                         |
| 恋のいろは坂                      | 野村俊夫          | 浅草ゆめ子            | 「せめて別れの想い出に（日光哀歌）」の裏面                              |
| 横浜名品街音頭                    | 石本美由起        | 霧島昇 酒井千恵子     |                                                                         |
| 新草加音頭                        | 宮沢章二          | 都はるみ              |                                                                         |
| 栃木県高根沢町町歌                | 広瀬鋭男          | 鳴海日出夫            | 星野哲郎補作詞。静太郎も歌っている                                      |
| 高根沢音頭                        | 藤戸高清          | 島倉千代子 長峰良     | 星野哲郎補作詞。琴けい子･静太郎も歌っている                             |
| 渋川音頭                          | 西沢爽            | 加藤雅夫 島倉千代子   | 渋川市選定                                                              |
| 燃える鹿児島                      | 阿蘇台信一        | 島倉千代子            | 野村俊夫補作詞。南日本新聞社選定。裏面は若山彰･赤坂小梅「薩摩よかとこ」 |
| 幸田音頭                          | 岩瀬ひろし        | 島倉千代子 長峰良     | 美里れい子･加藤裕之も歌っている                                         |
| 日南市歌                          | 中村地平 長嶺宏   |                       | 2011年に発表された「日南市歌」は同名異曲                                |
| 富岡市民音頭                      | 鈴木比呂志        |                       |                                                                         |
| 出水音頭                          | 南城俊男          |                       |                                                                         |
| 葉山の歌（町民の歌）              | 蔵方昭二          | 青田拳                | 二条冬詩夫補作詞                                                        |
| 姫路博音頭                        | 西沢爽            | 村田英雄 青葉純子     | 企画･姫路大博覧会協会                                                   |
| 塩谷町青年団の歌                  | 中山正夫          |                       |                                                                         |
| その人の歌                        | 船村徹            | 船村徹 佐伯一郎       | 塩谷町町制施行十周年記念                                                |
| 塩谷町音頭 （えかんべ囃子）       | 船村徹            | 金田たつえ 佐伯一郎   | 塩谷町町制施行十周年記念                                                |
| 坂戸市民音頭                      | 岡本淳三          | 大川栄策              | 石本美由起補作詞。坂戸市制施行記念                                      |
| 坂戸小唄                          | 丸一平            | 島倉千代子            | 石本美由起補作詞。坂戸市制施行記念                                      |
| 岩槻市民音頭                      | 木村妙子          | 大川栄策 わかばちどり | 企画･製作 T･P･C／委託製作 日本コロムビア株式会社                        |
| 久々野町町歌                      | 西沢爽            | 青木光一              | 委託製作 日本コロムビア株式会社                                         |
| 新久々野音頭                      | 西沢爽            | 島倉千代子            | 委託製作 日本コロムビア株式会社                                         |
| 氏家町民の歌 －卯の花の里－       | 船村徹            | 若原一郎              | 制作/栃木県氏家町 製作/キングレコード株式会社                           |
| 氏家音頭 －ほだんべ音頭－         | 中山大三郎        | 二葉百合子 鳥羽一郎   | 制作/栃木県氏家町 製作/キングレコード株式会社                           |
| びんご府中音頭                    | 岡田富美子        | 高橋キヨ子            |                                                                         |
| 小川町民の歌                      | 秋元武義 那須野巌 |                       |                                                                         |
| 新高砂音頭                        | もず唱平          | 金田たつえ 松江和郎   | 高砂市制30周年記念。委託製作 日本コロムビア株式会社                     |
| 希望の鐘･馬頭町の歌               | 那須野巌          | 若原一郎              |                                                                         |
| 美和音頭                          | 木下龍太郎        | 鳥羽一郎 北川めぐみ   | 美和村合併30周年記念                                                    |
| 鬼怒川                            | 門井八郎          | 香田晋                |                                                                         |
| 青葉音頭                          | 植木久            | 鳥羽一郎              | 星野哲郎補作詞                                                          |

社歌
| 曲名                                | 作詞            | 歌手                      | 備考                                     |
| ----------------------------------- | --------------- | ------------------------- | ---------------------------------------- |
| 九州銀行行歌                        | 風木雪太郎      | 若山彰                    |                                          |
| 九州銀行生活の歌                    | 風木雪太郎      | フォー･コインズ           |                                          |
| 戸田建設社歌                        | 西沢爽          |                           | 1963年制定。NIKKEI全国社歌コンクール入賞 |
| 岩城株式会社社歌                    | 西沢爽          |                           |                                          |
| 横浜運輸株式会社社歌                | 西沢爽          | 伊藤久男 コロムビア合唱団 |                                          |
| 横尾製作所愛唱歌                    | 鈴木比呂志      |                           |                                          |
| 三上制作所社歌                      | 西沢爽          | 伊藤久男                  |                                          |
| 東洋ベアリング社歌                  | 岩瀬ひろし      | 村田英雄                  |                                          |
| 東洋ベアリング音頭                  | 岩瀬ひろし      | 畠山みどり                |                                          |
| 第一家庭電器社歌                    | 二条冬詩夫      | 青田拳                    |                                          |
| 品川ファーネス社歌 築炉の男         | 石本美由起      | 村田英雄                  |                                          |
| 品川ファーネス応援歌                | 渡辺典彦        | ムーディー松島 京山京平   | 石本美由起補作詞                         |
| 相互信用金庫庫歌                    | 岩瀬ひろし      | 三波春夫                  |                                          |
| 俺はやる                            | 荒川利夫 船村徹 | ムーディー松島 鳥羽一郎   | 栃木県警愛唱歌                           |
| 日光市消防団歌                      | 木下龍太郎      | 東条英勝                  |                                          |
| 株式会社ワイアリーバ社歌 三つの誇り | 星野哲郎        | クラウン混声合唱団        |                                          |
| 宇都宮の防人                        | 木下龍太郎      |                           | 宇都宮駐屯地愛唱歌                       |
| しあわせ音頭                        | 松崎静子        |                           | 栃木老人ホーム歌                         |

校歌･園歌
| 曲名                           | 作詞       | 備考                                                                                          |
| ------------------------------ | ---------- | --------------------------------------------------------------------------------------------- |
| 岡山県倉敷市児島海員学校寮歌   | 星野哲郎   | 岡山県倉敷市児島海員学校寮歌。1961年寮歌制定。1981年4月組織改革に伴い海技大学校児島分校となる |
| 船生小学校校歌                 | 星野哲郎   | 栃木県塩谷町立船生小学校校歌。1965年校歌制定。船村の母校である                                |
| 宇都宮城東小学校校歌           | 薄井春夫   | 船村徹補作詞。栃木県宇都宮市立城東小学校校歌。1975年校歌制定                                  |
| 日新中学校校歌                 | 羽石燕霖   | 蓮実彊補作詞。栃木県那須塩原市立日新中学校校歌。1977年校歌制定                                |
| 女子美付属幼稚園の歌           |            | かつて神奈川県横浜市にあった幼稚園の校歌                                                      |
| 南小学校校歌                   | 小林一行   | 船村徹補作詞。栃木県さくら市立南小学校校歌                                                    |
| 中川小学校校歌                 | 船村徹     | 栃木県茂木町立中川小学校校歌。1980年校歌制定                                                  |
| 宇都宮ビジネス電子専門学校校歌 | 木下龍太郎 | 宇都宮ビジネス電子専門学校校歌                                                                |
| 久住中学校の歌                 | 木下龍太郎 | 千葉県成田市立久住中学校校歌                                                                  |
| 南原小学校校歌                 | 木下龍太郎 | 栃木県日光市立南原小学校校歌                                                                  |
| 栃木県立矢板高等学校校歌       | 生徒･職員  | 船村徹補作詞。栃木県立矢板高等学校校歌                                                        |

## 歌唱作品
| 発売年月   | 曲名               | 作詞                | 作曲   | 備考                                                                                                |
| ---------- | ------------------ | ------------------- | ------ | --------------------------------------------------------------------------------------------------- |
|            | 青い灯影のブルース | 高野公男            | 船村徹 | |
|            | 雨という奴ァよ     | 秋田泰治 二条冬詩夫 | 船村徹 | |
| 1979年6月  | 都の雨に           | 吉田旺              | 船村徹 | |
| 1979年6月  | 居酒屋「津軽」     | 吉田旺              | 船村徹 | |
| 1979年6月  | わかれ道           | なかにし礼          | 船村徹 | |
| 1979年6月  | あなたお願い       | 中山大三郎          | 船村徹 | |
| 1979年6月  | 可愛いい女         | 中山大三郎          | 船村徹 | |
| 1982年     | 幻の鶴             | 新本創子            | 船村徹 | |
| 1982年9月  | サハリン無情       | 船村徹              | 船村徹 | |
| 1982年9月  | 歳月河             | 新本創子            | 船村徹 | |
| 1982年9月  | 妹みたいな女だった | 新本創子            | 船村徹 | |
| 1982年9月  | 夢の汽車ポッポ     | 新本創子            | 船村徹 | |
| 1982年9月  | 母のいない故郷     | 新本創子            | 船村徹 | |
| 1983年11月 | 帰らぬ夢           | 星野哲郎            | 船村徹 | |
| 1983年11月 | 想い出れんげ       | 木下龍太郎          | 船村徹 | |
| 1986年1月  | 希望（のぞみ）     | 船村徹              | 船村徹 | 五木ひろしがシングル『細雪』のB面で歌っていたが、こちらは何故か発売数日で別の曲に差し替えられている |
| 1986年1月  | さすらい夜曲       | 高野公男            | 船村徹 | |
| 1991年9月  | 草枕               | 木下龍太郎          | 船村徹 | |
| 1995年2月  | せせらぎの径       | たかたかし          | 船村徹 | 松原のぶえとのデュエット                                                                            |
| 1995年6月  | あけみ             | 星野哲郎            | 吉田正 | 1994年に他界した星野哲郎夫人の追悼作品。編曲は市川昭介。小西良太郎プロデュース                      |
| 1995年6月  | 思い出にぬれながら | 星野哲郎            | 吉田正 | 1994年に他界した星野哲郎夫人の追悼作品。編曲は三木たかし。小西良太郎プロデュース                    |
| 1995年8月  | 花供養             | 木下龍太郎          | 船村徹 | |
| 2001年5月  | 追憶／サヨナラ     | ビートたけし        | 船村徹 | |
| 2011年11月 | 花ひばり           | 美空ひばり          | 船村徹 | 美空が遺した詩に曲がつけられた                                                                      |
| 2011年11月 | みだれ髪           | 星野哲郎            | 船村徹 | 1987年美空ひばりのセルフカバー                                                                      |
| 2012年7月  | サンチャゴの鐘     | 横井弘              | 船村徹 | 1976年舟木一夫のセルフカバー                                                                        |
| 2012年7月  | パライソの華       | 片瀬みつよ          | 船村徹 | |

## 出演
映画
- やくざの歌（1963年、東映）

テレビ
- 新・事件 断崖の眺め（1984年、NHK総合） - 本人 役
- ビートたけしの学問ノススメ（1984年、TBS） - 滝健太郎先生 役

## 著書
- 『演歌巡礼 : 苦悩と挫折の半生記』講談社、1983年6月5日。